# نان تمیجان
تمیجان یا تیمیجی نون، یکی از نان‌های بسیار لذیذ و خوشمزه استان گیلان است که با آرد برنج پخته می‌شود. مهد اصلی تولید این نان محلی، روستای تمیجان از توابع رودسر است اما در سایر روستاهای شهرستان‌های رودسر، لنگرود، لاهیجان، املش، آستانه اشرفیه و رشت هم پخته می‌شود.
این نان در مقایسه با سایر نان‌های تولید شده در استان گیلان، دارای عطر و طعمی بسیار خوشایند است. شکل این نان در واقع همانند یک بیضی است که طول و قطر آن به دلیل دست‌ساز بودن این محصول متغیر می‌باشد.

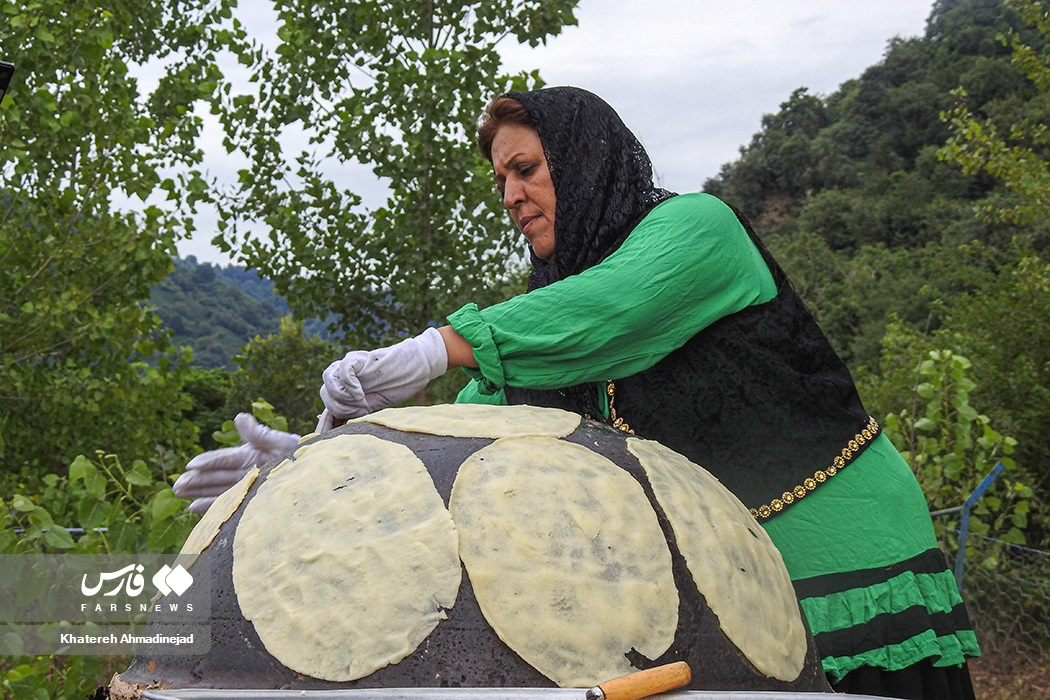
پخت نان تمیجان

هم چنین گفته می‌شود که نام این نان به خاطر عزیز بودن افرادی که تحت عنوان هدیه یا خیرات برایشان نان پخته می‌شود نام گذاری شده است و معنی آن «تو می جان» به معنی «تو جان منی» می‌باشد که این گونه تلفظ آن تغییر یافته است.
این نان سنتی سال ۱۴۰۰ با شماره ۲۴۰۰ در فهرست ملی میراث فرهنگی ناملموس میراث فرهنگی، گردشگری و صنایع دستی به ثبت رسید.
به دلیل این که ماندگاری نان نرم، کم است و یکی دو روزه کپک خواهد زد، آن را به صورت خشک نگه داری می‌کنند که باعث می‌شود بتوان آن را تا چند ماه نگهداری کرد.
بیشترین مصرف نان تمیجان ایام عید است که با حلواشکری از میهمانان پذیرایی می‌شود، همچنین در اولین شب جمعه ماه رجب، که به لیله الرغائب معروف می‌باشد، قبل از غروب آفتاب کمی حلوا یا تعدادی خرما را درون نان تمیجان می‌گذارند و به خانه همسایه‌ها یا نیازمندان و خویشاوندان می‌برند.